# Domentijan
Domentijan (ur. ok. 1210, zm. po 1264) – serbski biograf i mnich, autor Żywota św. Sawy i Żywota św. Symeona
Domentijan uważał siebie za ostatniego ucznia świętego Sawy. Nieliczne informacje o jego życiu można zaczerpnąć z jego dzieł i jedynego świadectwa współczesnego mu. Wynika z nich, że większą część życia spędził w założonej przez św. Sawę pustelni Karejskiej i w Chilandarze na górze Athos. Zajmował wysokie stanowiska w hierarchii zakonnej, posiadał rozległą wiedzę teologiczną i dużą kulturę literacką. Na prośbę króla Stefana Urosza I napisał Żywot świętego Sawy (Žitije svetoga Save, powstały w 1243 lub 1254) i Żywot św. Symeona (Žitije svetoga Simeona, 1263–1264). W drugim utworze wykorzystał w znacznym stopniu Żywot św. Symeona pióra świętego Sawy.
Pisarstwo Domentijana wyrastające z mistycznej atmosfery monastycyzmu atońskiego przeznaczone było dla elitarnego odbiorcy dworskiego. Jego styl jest ciężki, pełen aluzji i zapożyczeń literackich, metafor, symboli i alegorii. Tok narracji raz po raz przerywają ustępy liryczne. Arcydziełem Domentijana jest Żywot św. Sawy, który czyni biskupa Sawę pierwszym świętym panteonu serbskiego. Utwór pełen słownego przepychu, utrzymany w najwyższych tonach retorycznego rejestru, stanowi raczej poetycką adorację niż opowiadanie o losach świętego. Pomimo tego jednak, że autora bardziej interesuje znaczenie zdarzeń niż same zdarzenia, przynosi również szereg wartościowych informacji, które są podstawowym źródłem do biografii pierwszego biskupa Serbii. Utwory Domentijana stanowią poza tym cenne źródło do badań średniowiecznej poetyki i kultury literackiej.
Główną ideą pisarstwa Domentijana jest wpisanie dziejów Serbii w dzieje powszechne poprzez konsekwentne porównywanie dziejów serbskich z postaciami i wydarzeniami biblijnymi. Wyjaśnianie rzeczywistości za pośrednictwem analogii biblijnych zostało przez pisarza wykorzystane do gloryfikacji i sakralizacji państwa serbskiego. Dzieje Serbii są nie tyle bladym, ziemskim odbiciem historii świętej, ale samymi dziejami świętymi. Sawa nie tylko przypomina Mojżesza, czy go uosabia, ale nad nim góruje: Ten prorok (tj. Mojżesz) nie był godzien odziedziczyć ani kawałka ziemi obiecanej, a ten przeoświecony (tj. Sawa) na podobieństwo błyskawicy przeszedł wschody i zachody wypełniając ewangelię Chrystusową i przywiódł Bogu naród doskonały. To dzięki Sawi naród serbski osiągnął doskonałość, a jedyną osobą, z którą można Sawę porównać jest sam Bóg: Jak Bóg napełniając wszystko dobrocią, wszystkie ziemie ojczyzny swojej wypełni wszelką dobrą wiarą i dobrymi prawami, umacniając ją ze wszystkich stron.
Biografie Domentijana opublikował w 1865 roku Đuro Daničić pt. Život svetoga Simeona i svetoga Save.